# ويليام هوارد تافت
ويليام هوارد تافت (بالإنجليزية: William Howard Taft)‏ (15 سبتمبر 1857 - 8 مارس 1930) هو محامي وسياسي أمريكي شغل منصب الرئيس السابع والعشرين للولايات المتحدة (1909-1913) ورئيس المحكمة العليا العاشر للولايات المتحدة (1921-1930)، وهو الشخص الوحيد الذي شغل كلا المنصبين. انتخب تافت كرئيس في عام 1908، حيث تم اختياره كخليفة للرئيس تيودور روزفلت، لكنه هزم عندما ترشح لفترة ثانية من قبل وودرو ويلسون في انتخابات عام 1912 بعد أن قسم روزفلت أصوات الجمهوريين بترشحه كطرف ثالث. في عام 1921، قام الرئيس وارن هاردنج بتعيين تافت ليترأس المحكمة العليا، وهو المنصب الذي شغله حتى الشهر الذي سبق وفاته.
ولد تافت في مدينة سينسيناتي في عام 1857. وكان والده، ألفونسو تافت، قد شغل منصب النائب العام ووزير الحرب. دخل وليام تافت جامعة ييل، وكان عضوا في جماعة الجمجمة والعظام السرية مثل والده، وبعد أن أصبح محاميا تم تعيينه قاضيا وهو لا يزال في العشرينات من عمره. تابع تافت تقدمه السريع، وتم اختياره كمحامي عام وقاضي في محكمة الاستئناف في الدائرة السادسة. في عام 1901، عينه الرئيس ويليام ماكينلي كحاكم مدني على الفلبين. في عام 1904، عينه روزفلت كوزير الحرب، وأصبح خليفة روزفلت المختار. ورغم أن تافت كان يطمح شخصيا ليصبح رئيس المحكمة العليا للولايات المتحدة، إلا أنه رفض عرض تعيينه في هذا المنصب عدة مرات، معتقدا أن عمله السياسي أكثر أهمية.
نال تافت ترشيح الحزب الجمهوري في انتخابات عام 1908 بمساعدة روزفلت ودون معارضة تذكر، وهزم غريمه وليام جيننغز بريان بسهولة في شهر نوفمبر. ركز تافت على شرق آسيا أكثر من الشؤون الأوروبية، وتدخل مرارا في سياسة أمريكا اللاتينية حيث دعم حكومات وأزال أخرى. سعى تافت لتخفيض التعرفات التجارية، والتي كانت وقتها مصدرا رئيسيا للدخل الحكومي، ولكن مشروع القانون تأثر كثيرا بمصالحه الخاصة. وعانت إدارته من الصراع بين الجناح المحافظ في الحزب الجمهوري، والذي تعاطف مع تافت، والجناح التقدمي الذي اتجه نحوه روزفلت. كما ساهم الجدل حول حفظ الغابات وقضايا مكافحة الاحتكار بفصل الرجلين عن بعضهما. تحدى روزفلت غريمه تافت بأن ترشح لولاية ثالثة في انتخابات عام 1912. استغل تافت نفوذه على الحزب لينال أغلبية ضئيلة في أصوات المندوبين، وانسحب روزفلت من الحزب. أدى هذا الانقسام لإنقاص فرص تافت بالفوز، وهُزم أمام ويلسون ولم يفز إلا بأصوات ولايتي يوتا وفيرمونت.
عاد تافت بعدها إلى جامعة يايل كأستاذ، واستمر بنشاطه السياسي وظل يعمل ضد الحرب من خلال رابطة فرض السلام. عينه الرئيس هاردينغ رئيسا للمحكمة العليا في عام 1921، وهو المنصب الذي كان يسعى له منذ زمن طويل. وكان القاضي تافت محافظا على القضايا التجارية، ولكن كان هناك تقدم في الحقوق الفردية تحت إمرته. استقال من منصبه في فبراير 1930 بعد أن ساءت صحته. وتوفي في الشهر التالي ودفن في مقبرة أرلينغتون الوطنية، وهو أول رئيس وأول قاض في المحكمة العليا يدفن هناك. وغالبا ما يضعه المؤرخون في مراتب وسطى في تصنيفهم لرؤساء الولايات المتحدة.
تافت هو واحد من بين ثلاثة رؤساء أمريكيين (تافت، وهوفر، وترامب) وصلوا إلى انتخبوا رؤساءاً للولايات المتحدة بدون أن تكون عندهم خليفة سياسية انتخابية، أو عسكرية.

## تدهور الصحة والوفاة
يُذكر تافت كأضخم رئيس. بلغ طوله 5 أقدام و11 بوصة (1.80 م) ووصل وزنه إلى ذروته عند 335-340 باوند (152-154 كغ) في نهاية فترة رئاسته، ولكن انخفض وزنه لاحقًا، وبحلول عام 1929 كان يزن 244 باوند فقط (111 كغ). بحلول الوقت الذي أصبح فيه تافت رئيسًا للمحكمة العليا، بدأت تتدهور صحته، وخطط بعناية لنظام لياقة بدنية، إذ كان يمشي 3 أميال (4.8 كم) من منزله إلى الكابيتول كل يوم. كان يمشي عادةً عن طريق جادَّة كونيتيكت أثناء عودته إلى المنزل بعد العمل ويمر عبر معبرٍ معين فوق روك كريك. بعد وفاته، سُمّي المعبر بجسر تافت.
اتبع تافت برنامجًا لتخفيف الوزن وعيّن الطبيب البريطاني إن. إي. يوركي ديفيس مستشارًا غذائيًا. تقابل الرجلان بانتظام لأكثر من عشرين عامًا، ويحتفظ تافت بسجل يومي لوزنه والمدخول الغذائي والنشاط البدني.
عند تولّي هوفر الرئاسة في 4 مارس 1929، ألقى تافت جزءًا من اليمين بشكل غير صحيح، وكتب لاحقًا، «ذاكرتي ليست دقيقة دائمًا ويتردد الشخص قليلًا في بعض الأحيان»، وقد أخطأ في الاقتباس مرة أخرى في تلك الرسالة بشكل مختلف. تدهورت صحته تدريجيًا على مدار ما يقارب عقدًا من رئاسته القضاة. قلقًا من أنّه في حال تقاعدَ سيُختَار بديله من قبل الرئيس هربرت هوفر، الذي كان يعتبره تقدميًا بشدة، كتب إلى أخيه هوراس في عام 1929، «أنا أكبر سناً وأبطأ وأقل فطنةً وأكثر حيرة. ومع ذلك، طالما استمرت الأمور كما هي، وأنا قادر على الإجابة من مكاني، يجب أن أبقى في المحكمة من أجل منع البلشفية من تولي السيطرة».
أصرّ تافت على الذهاب إلى سينسيناتي لحضور جنازة أخيه تشارلز، الذي توفي في 31 ديسمبر 1929؛ بعد أن أضعف التوتر صحته. عندما اجتمعت المحكمة مرة أخرى في 6 يناير 1930، لم يعد تافت إلى واشنطن، وقُدّمَت فكرتين من قِبل فان ديفانتر صاغهما تافت ولكنه لم يتمكن من إكمالهما بسبب مرضه. ذهب تافت إلى آشفيل في كارولاينا الشمالية للراحة، ولكن بحلول نهاية يناير، كان بالكاد يتكلم ويعاني من الهلوسات. خاف تافت من أن يصبح ستون كبير القضاة؛ لم يستقل حتى حصل على تأكيدات من هوفر أن هيوز سيكون الخيار لذلك. عند عودته إلى واشنطن بعد استقالته في 3 فبراير، لم يكن لدى تافت قوة كافية لتوقيع رد على رسالة إجلال من ثمانية زملاء قضاة. توفي في منزله في واشنطن في 8 مارس 1930.
حصل تافت على شرف الرقود في القاعة المستديرة في كابيتول الولايات المتحدة. بعد ثلاثة أيام من وفاته، في 11 مارس، أصبح أول رئيس وأول عضو في المحكمة العليا يُدفن في مقبرة أرلينغتون الوطنية. نحت جيمس إيرل فريزر قبره المصنوع من جرانيت الستوني كريك.

## روابط خارجية
- ويليام هوارد تافت على موقع IMDb (الإنجليزية)
- ويليام هوارد تافت على موقع الموسوعة البريطانية (الإنجليزية)
- ويليام هوارد تافت على موقع ميوزك برينز (الإنجليزية)
- ويليام هوارد تافت على موقع إن إن دي بي (الإنجليزية)
- ويليام هوارد تافت على موقع ديسكوغز (الإنجليزية)